# USB 플래시 드라이브

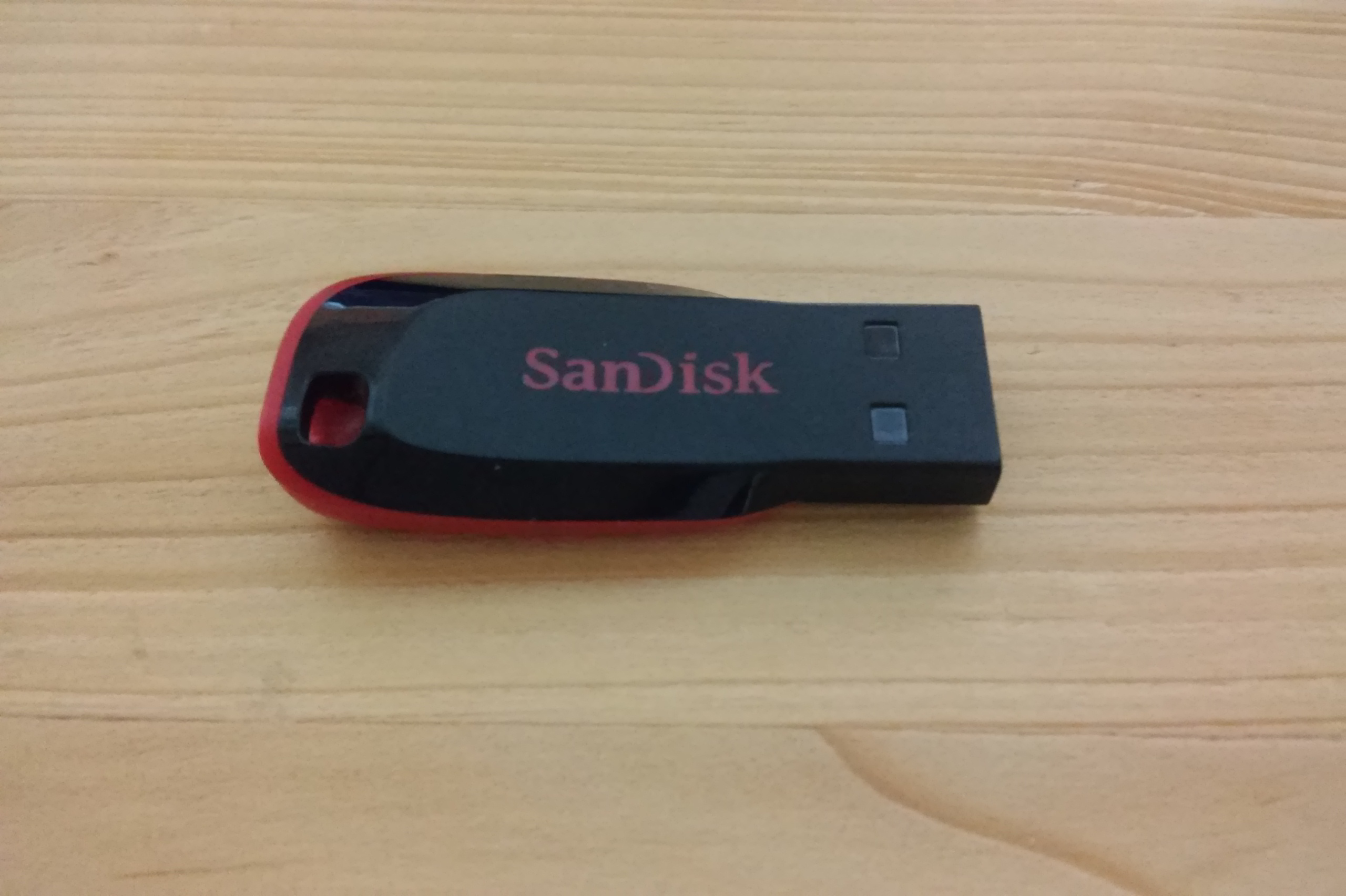
USB 플래시 드라이브

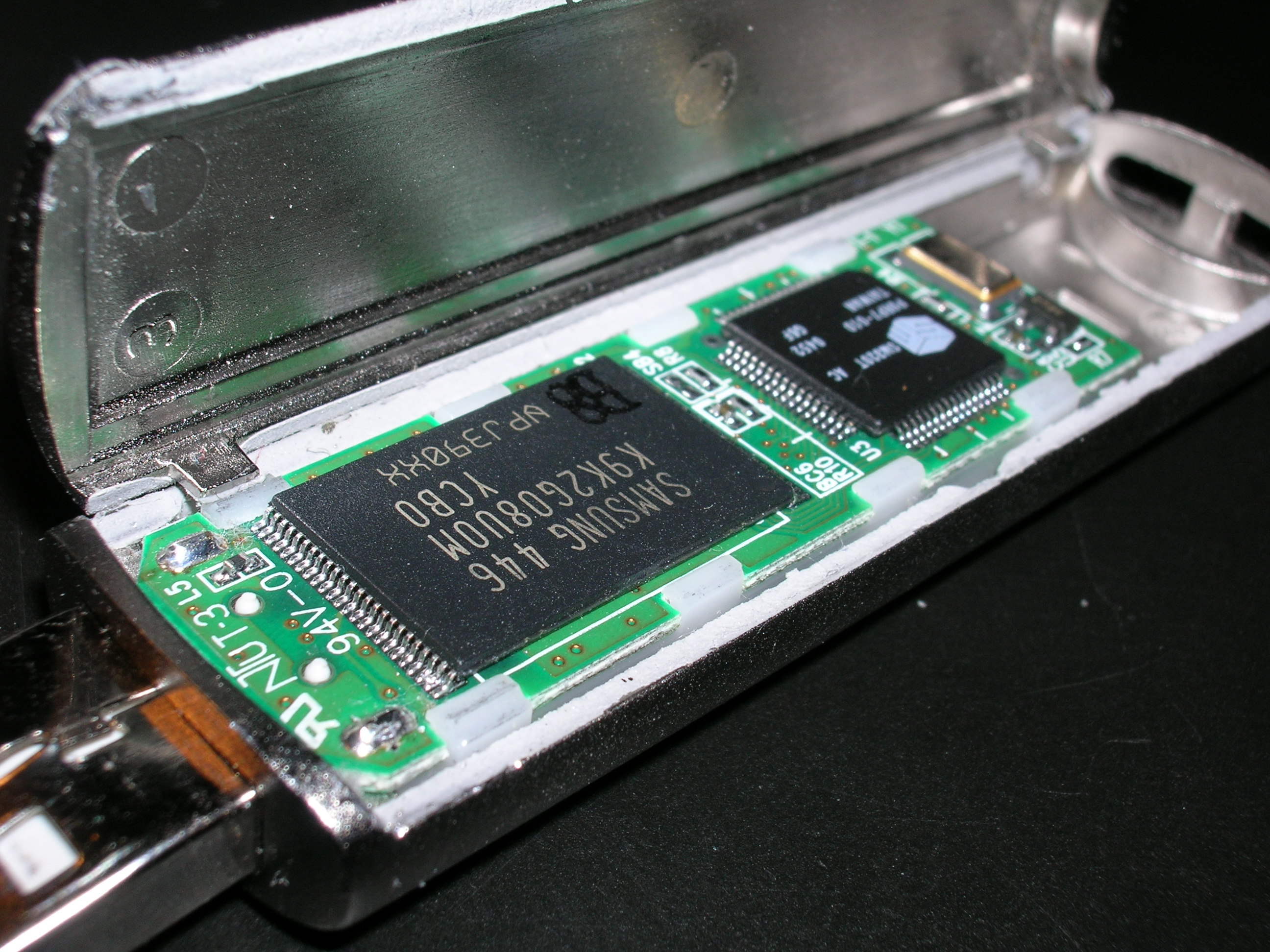
USB 플래시 드라이브. 왼쪽의 칩이 플래시 메모리. 마이크로 콘트롤러는 오른쪽에 있다.

USB 플래시 드라이브(영어: USB flash drive)는 USB 포트에 꽂아 쓰는 플래시 메모리를 이용한 이동형 저장 장치를 말한다. 일반적으로 광학 디스크 드라이브에 비해 크기가 훨씬 작지만, 쉽게 분리 및 재장착으로 제거할 수(removable) 있고 데이터를 다시 기록할 수(rewritable) 있다. 2014년 기준으로 1TB까지 다양한 용량의 제품이 판매 중으로, 그 중에서 4~32기가바이트 용량의 제품이 일반적이다. USB 메모리(USB memory)나 USB 스틱(USB stick), USB 키(USB key) 등으로도 불린다. 간단히 USB라고 부르는 경우도 있는데 USB는 컴퓨터와 주변기기를 연결하는 인터페이스의 한 종류이지 이동형 저장장치의 종류가 아니므로, 엄밀히 말해서는 구별할 필요가 있는 표현이다.
크기가 일회용 라이터 정도에 불과해 휴대하기도 매우 간편하다. 또한 큰 용량의 파일을 가지고 다닐 때나 파일을 옮길 때 편리하며 보안용 암호장치도 있어 자료를 안전하게 보관할 수 있다. 특히 대한민국 환경에서는 인터넷 뱅킹 사용자가 회사나 PC방에서 거래할 때 필요한 공인인증서를 안전하게 쓸 수 있어 정보의 외부유출 위험을 줄일 수 있다. 다만 공인인증서는 한 폴더만 복사하면 바로 인증서를 사용할 수 있기 때문에 각별한 주의가 요구된다.

## 역사

### 특허
말레이시아의 푸아(Pua Khein-Seng)는 많은 사람들에게 "펜 드라이브의 아버지"로 간주된다. 세계 최초의 싱글 칩 USB 플래시 컨트롤러를 통합한 것으로 유명하다. 현재 그는 타이완 파이슨(Phison) 일렉트로닉스의 CEO이자 창립자이다. 푸아는 4개의 다른 특허와 함께 파이슨 일렉트로닉스를 설립했으며 시스템 온 칩 기출을 포함한 세계 최초의 USB 플래시 드라이브를 생산한 것으로 알려져 있다.

### 최초의 상용화 제품
트렉 테크놀로지와 IBM은 2000년에 최초의 USB 플래시 드라이브를 상용화하여 판매하기 시작했다.
트렉 테크놀로지의 모델 브랜드 이름은 "섬드라이브"(ThumbDrive)였고, IBM의 이름은 북아메리카 기준으로 "디스크온키"(DiskOnKey)인데 이는 이스라엘 회사 M-시스템즈가 개발, 제조한 것이다. IBM의 USB 플래시 드라이브는 2000년 12월 15일에 판매가 시작되었고 용량은 8 MB였는데, 이는 당시 일반적으로 쓰였던 플로피 디스크 보다 5배나 용량이 많았다.

## 설계와 구현
USB 플래시 드라이브에서 장치의 한쪽 끝은 단일 표준-A USB 플러그로 되어 있고, 일부 플래시 드라이브는 여기에 마이크로 USB 플러그를 제공함으로써 다른 장치 간 데이터 전송을 용이하게 하고 있다.
플라스틱 케이스 내부에는 조그마한 회로 기판이 있으며 여기에는 약간의 전기 회로 부품과 적은 수의 표면 실장 집적 회로(IC)가 포함되어 있다. 일반적으로 이러한 IC들 중 하나는 USB 단자와 기판 메모리 사이의 접점을 제공하는 반면, 다른 하나는 플래시 메모리이다. 드라이브는 일반적으로 USB 대용량 저장소 장치 유형을 사용하여 호스트와 통신한다.

## 기술
플래시 메모리는 더 오래된 수많은 기술들을 병합한 것으로, 마이크로프로세서 기술의 진보로 말미암아 단가와 전력 소비량이 낮고 크기가 작아졌다. 메모리 용량은 초기 EPROM 및 EEPROM 기술을 기반에 두고 있었다.
USB와 같은 고속 직렬 데이터 인터페이스의 개발을 통해 직렬로 접근되는 스토리지를 갖춘 반도체 메모리 시스템이 가시권에 들어섰고, 동시에 고속의 저전력 마이크로프로세서 시스템의 개발을 통해 매우 작은 시스템으로 통합을 가능케 하였다.

### 필수 부품
일반적으로 플래시 드라이브에는 5가지 부품이 있다:
- 표준-A USB 플러그
- USB 대용량 저장소 컨트롤러
- NAND 플래시 메모리 칩
- 결정 진동자
- 덮개

### 추가 부품
다음이 더 포함될 수 있다.
- 점퍼와 테스트 핀
- LED
- 쓰기 보호 스위치
- 비장착 공간
- USB 단자 덮개
- 전송 보조 덮개
- 일부 드라이브는 마치 메모리 카드 리더처럼 내장 메모리 카드 슬롯을 통해 스토리지 확장을 제공한다.[6][7]

## 같이 보기
- 외장 하드 디스크
- 파일 동기화
- 라이브 USB
- 플래시 메모리